# コクサン (自走砲)
コクサン（곡산、Koksan）は、朝鮮民主主義人民共和国（北朝鮮）によって開発・製造された自走砲。朝鮮人民軍で使用されているほか、少数が輸出された。
コクサンの名称は、北朝鮮南央部の黄海北道谷山（コクサン）郡で初めて確認されたことからアメリカ国防総省が名づけたもので、朝鮮人民軍での正式名は「主体砲（주체포：チュチェポ）」とされている。日本では「チュチェ砲」の表記も用いられている。
1978年にアメリカ側の情報源で確認されたM1978と、1989年に確認されたM1989の2種類が存在する。

## 兵装
主砲はいずれも170mm カノン砲で、射程は通常砲弾で約40km、RAP（Rocket Assisted Projectiles：ロケット補助推進）弾を使用した場合には最大約54kmと推定され、RAP弾を用いれば軍事境界線付近からソウル特別市を砲撃することが可能である。
自走砲化した経緯は不明だが、CSS-N-3 シルクワーム地対艦ミサイルの配備により、沿岸砲が余剰になったために自走砲として転用したと考えられている。
また搭載されている170mmカノン砲の出自も不明であり、ソビエト連邦（ソ連）製の艦砲または沿岸砲を参考にした説、第二次世界大戦後にソ連から提供されたK18 17cmカノン砲等のナチス・ドイツの大口径火砲を参考にした説などが挙げられている。

## 各型

### M1978

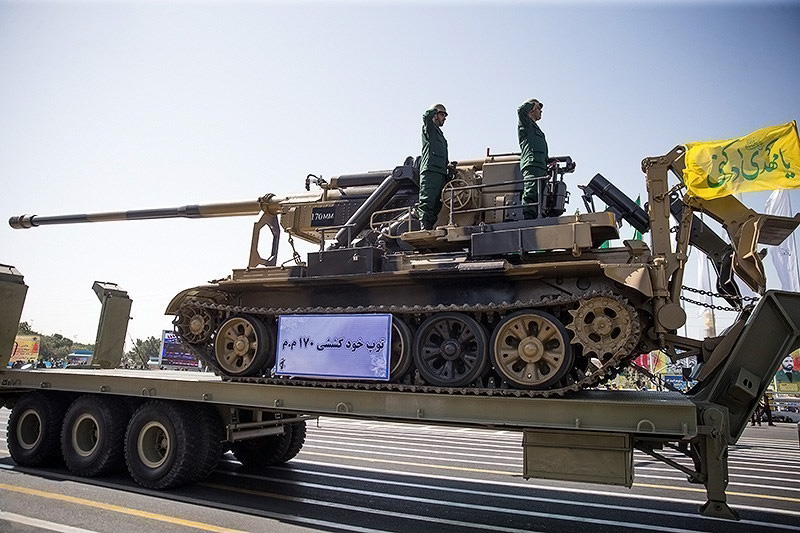
イランの軍事パレードに登場したM1978（2014年）
車体の前の白布には「170mm自走砲」と書かれている。

「コクサン」の識別名称が与えられた最初の車両で、59式戦車の改良型の車体に170mmカノン砲をオープントップ方式で搭載している。車体中央にカノン砲が配置されているが、射撃する際に車体後方へとスライドする。また射撃時に車体を安定させるための駐鋤を車体後部に2基、車体前部に長大な砲身を移動時に固定するためのトラベリング・ロックを追加装備している。2025年にウクライナで撃破された際の映像から、限定的な旋回能力を有し、砲基部に天蓋を設けることが可能である。
沿岸砲を砲架ごと直接戦車の車体に搭載した単純な構造の車両で、主砲左側に弾薬トレイがあるが、操縦席とその隣に増設した車長席以外の兵員・弾薬の搭載スペースを持たない。そのため、大半の砲弾や砲操作人員は別途輸送する形で運用されると見られる。
1990年代以後はM1989と交代して退役したとされているが、2009年2月12日に朝鮮中央通信が公開した写真で砲撃演習している姿が写っていた。2013年3月11日に金正恩が朝鮮人民軍第641軍部隊管下の長距離砲兵区分隊を視察した際の写真にも砲身を擬装したM1978が写っていたほか、3月14日に朝鮮中央通信が配信した演習する自走砲部隊の写真にも、砲撃するM1978が写っていた。また、イラン陸軍の軍事パレードには2010年代に入っても登場している。

### M1989

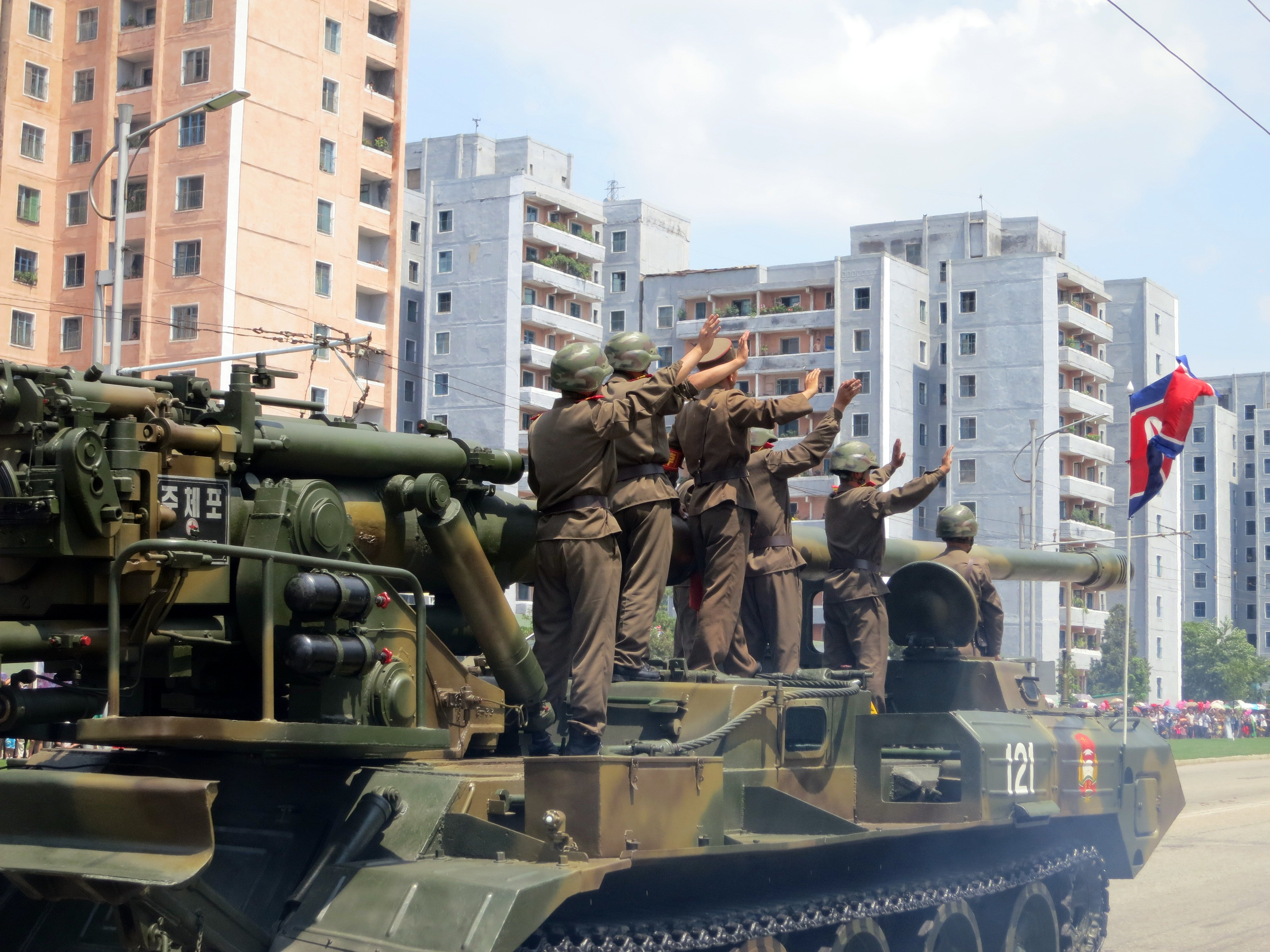
右後方から撮影されたM1989(2013年)
主砲基部の銘板に「主体砲」と書かれている。

M1978の後継として開発されたと見られている車両。車体は朝鮮人民軍陸軍の主力戦車である天馬号を前後を逆にしたものを使用し、170mmカノン砲を車体中央に搭載しており、外観はソ連の2S7ピオン 203mm自走カノン砲に類似している。
車体後部にはM1978と同様に駐鋤があるが、車体前部から中央に装甲化されたキャビンがあり、前部にキューポラを有する操縦席と車長席が設置され、中央部に砲操作要員用の乗員区画が設置されている。また弾薬を車内に積載することが可能であり、単独での作戦行動が可能となったと推測される。
また170mmカノン砲も駐退機と射撃機構を改良したことで信頼性と射程が向上、マズルブレーキも制退機を2重にしたものに更新されている。ただし、自動装填装置を有していないため、発射速度は低いとみられている。ロシア語のマニュアルでは1分間に2発とされている。

## 運用

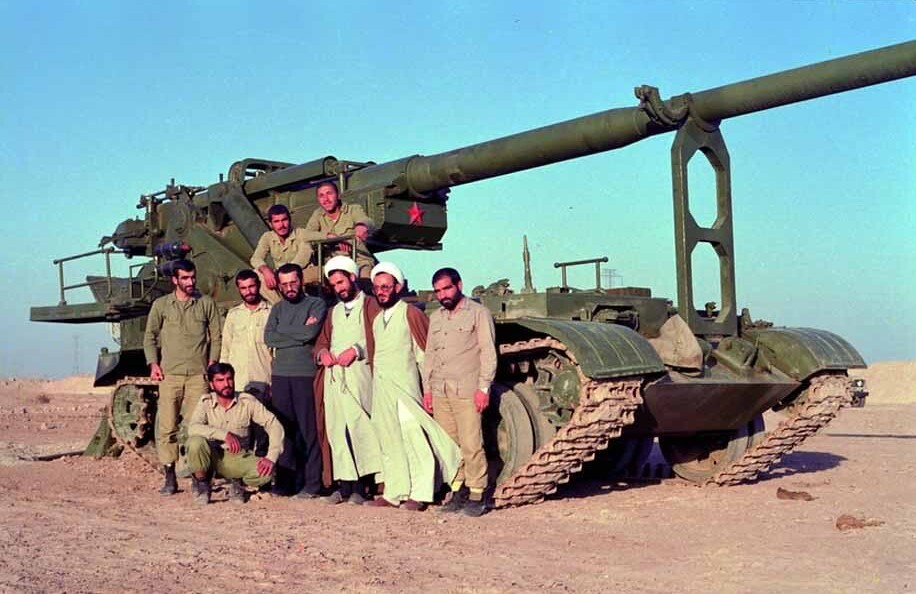
イラン・イラク戦争に投入されたM1978

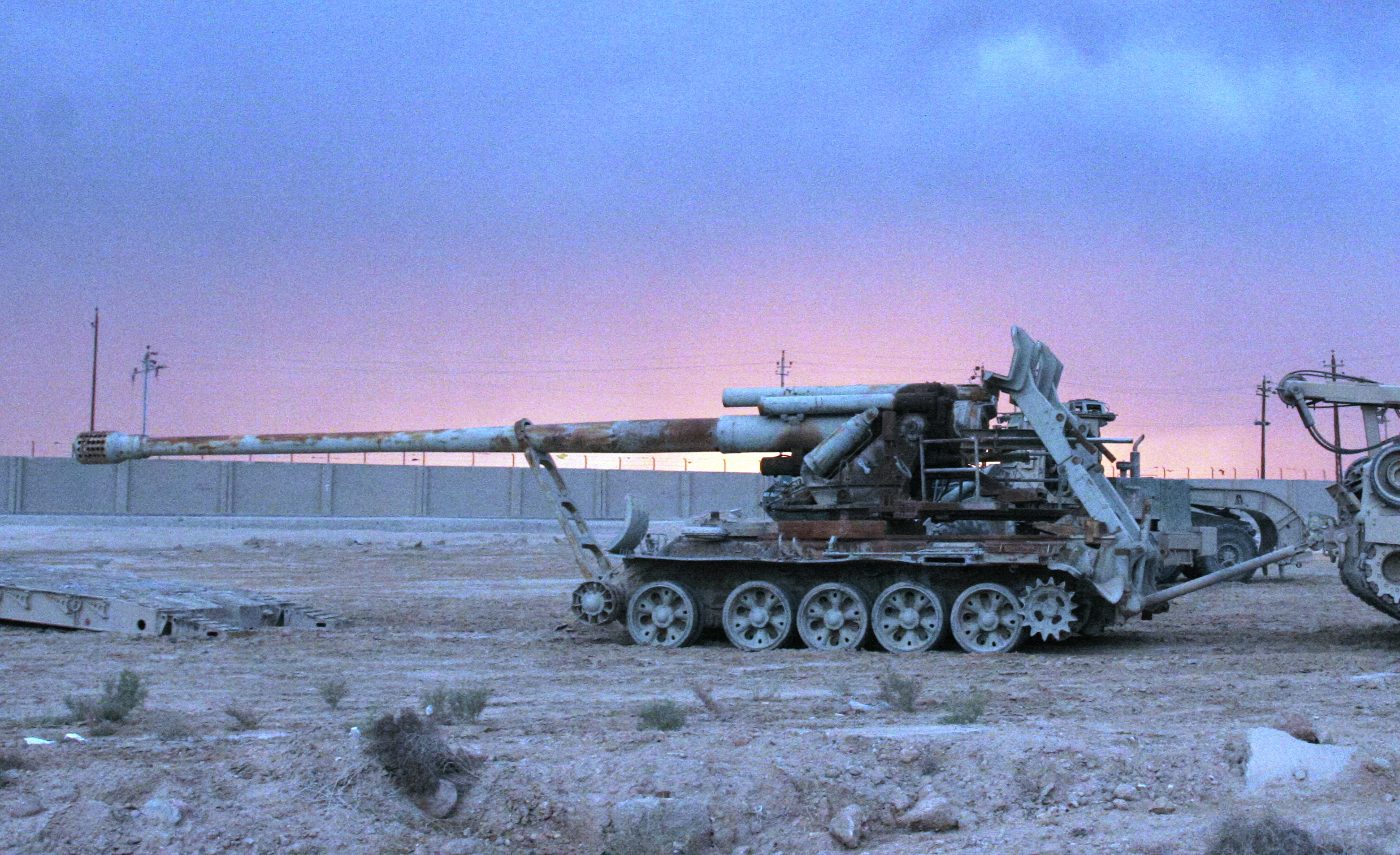
イラク軍のM1978風自走砲(2008年)

コクサンは1970年代から生産が開始し、1980年代後半までに100両ほどが朝鮮人民軍陸軍に配備された。
M1978は約20両がイランに輸出され、イラン・イラク戦争でアメリカ製のM107 175mm自走カノン砲とともにイラン領内からイラク領土内の都市や油田への長距離戦略砲撃に使用された。その際にイラクが鹵獲しており、戦後イラク国内で展示されている。またM1978を参考にBLG-60架橋戦車の車体にS-23 180mmカノン砲を搭載した自走砲を製作しており、2008年にアメリカ軍がアンバール大学付近で発見・鹵獲している。
M1989も少数の車両がアラブ首長国連邦に輸出されており、2005年のIDEXで展示された。2022年に始まったウクライナ侵攻では、北朝鮮が170mm自走砲と240mm多連装ロケット砲をロシア連邦に輸出したことを大韓民国（韓国）の国家情報院が2024年11月20日に報告した。11月14日には写真で、12月には動画でM1989がロシア領内で貨車に積まれて輸送されるのが目撃され、M1989がロシアに輸出されていることが確実になった。ロシア陸軍は開戦以来、800門以上の自走砲を失ったとされており、不足する自走砲の補充のために輸出されたとされている。なお、ロシア陸軍は170mm口径の自走砲を保有しておらず、170mm砲弾の工場は北朝鮮にのみある可能性から、既に輸出されている122mmや152mmの砲弾と同様に、170mm砲弾も北朝鮮から輸出されているとみられている。ロシア語に翻訳された運用マニュアルも確認されている。
2025年2月19日、ウクライナ無人システム部隊の第412独立無人システム大隊は、ウクライナ東部のハルキウ州クプヤンシクでM1978を撃破したと発表し、撃破時の映像を公表した。4月20日には、侵攻前のロシア・ウクライナ国境から約450km離れたイワノフスキー基地に2両が配備されているのが衛星写真から判明し、射撃訓練に用いられていると考えられている。